# Punta Corbetta
Punta Corbetta (spanisch) ist eine Landspitze an der Nordenskjöld-Küste des Grahamlands im Norden der Antarktischen Halbinsel. Am nördlichen Ende der Longing-Halbinsel markiert sie die südliche Begrenzung der Einfahrt zur Griffiths Bay.
Argentinische Wissenschaftler benannten sie nach Ricardo Guillermo Corbetta, dem Leiter einer von 1993 bis 1994 durchgeführten argentinischen Antarktisexpedition.